# Єфименко Сергій Митрофанович
Сергій Митрофанович Єфименко (нар. 7 жовтня 1896, Борзна — пом. 5 серпня 1971, Баку) — радянський художник театру.

## Біографія
Народився 7 жовтня 1896 року у містечку Борзні (нині місто Ніжинського району Чернігівської області, Україна). З 1915 року навчався в Київському училищі, а з 1919 року — в Ташкентському художньому училищі, в 1921—1924 роках у ВХУТЕМАСі у Олександра Купріна, Аристарха Лентулова.
З 1923 року художник у театрі Всеволода Меєргольда, оформив виставу «Ричи, Китай!» за п'єсою Сергія Третьякова, з 1926 року в Московському театрі Революції. З 1927 року — головний художник Азербайджанського театру російської драми. Помер у Баку 5 серпня 1971 року.

## Відзнаки
- Заслужений діяч мистецтв Азербайджанської РСР з 1 лютого 1936;
- Сталінська премія ІІІ ступеня (14 березня 1951; за оформлення вистави «Зоря над Каспієм» І. А. Касумова на сцені АзДТРД імені С. С.Вургуна);
- Орден Трудового Червоного Прапора (9 червня 1959);
- Народний художник Азербайджанської РСР з 24 березня 1961.